# Suomenmaa (uppslagsverk)
Suomenmaa är ett finskspråkigt uppslagsverk behandlande Finlands kommuner, deras naturförhållanden, bosättning och näringsliv, historia och sevärdheter.
Den första upplagan, i tio band, utgavs 1919–1931 av bokförlaget WSOY i Helsingfors. En ny, totalt omarbetad upplaga av verket i sju band utkom 1967–1978.